# Rennrodel-Weltmeisterschaften 1958
Die Rennrodel-Weltmeisterschaften 1958 fanden in Krynica-Zdrój in Polen statt.

## Einsitzer der Frauen
| Platz | Land | Sportlerin       | Zeit |
| ----- | ---- | ---------------- | ---- |
| 1     | POL  | Maria Semczyszak |      |
| 2     | POL  | Helena Boettcher |      |
| 3     | POL  | Barbara Gorgoń   |      |

Weitere Reihenfolge
| Platz | Sportlerin        | Land |
| ----- | ----------------- | ---- |
| 4     | Freya Aschermann  | GDR  |
| 5     | Gerda Cegnar      | AUT  |
| 6     | Brigitte Fink     | ITA  |
| 7     | Eleonore Lieber   | AUT  |
| 8     | Marie Isser       | AUT  |
| 9     | Sofia Serafin     | POL  |
| 10    | Irena Pawełczyk   | POL  |
| 11    | Irene Kretschmer  | GDR  |
| 12    | Rosemarie Frosch  | AUT  |
| 13    | Erika Leitner     | ITA  |
| 14    | Helga Müller      | FRG  |
| 15    | Elisabeth Nagele  | CHE  |
| 16    | Renate Reiter     | FRG  |
| 17    | Helena Macher     | POL  |
| 18    | Bärbel Schmeißer  | GDR  |
| 19    | Ellen Lemm        | FRG  |
| 20    | Lotte Scheimpflug | ITA  |
| 21    | Liselotte Vater   | GDR  |
| 22    | Julka Kusterle    | YUG  |

## Einsitzer der Männer
| Platz | Land | Sportler        | Zeit |
| ----- | ---- | --------------- | ---- |
| 1     | POL  | Jerzy Wojnar    |      |
| 2     | POL  | Ryszard Pędrak  |      |
| 3     | AUT  | Reinhold Frosch |      |

Weitere Reihenfolge
| Platz | Sportler                | Land |
| ----- | ----------------------- | ---- |
| 4     | Josef Lenz              | FRG  |
| 5     | Helmut Teifel           | GDR  |
| 6     | Mieczysław Pawełkiewicz | POL  |
| 7     | Günter Schneider        | GDR  |
| 8     | Horst Tiedge            | FRG  |
| 9     | Janusz Wojtynski        | POL  |
| 10    | Josef Feistmantl        | AUT  |
| 11    | Fritz Nachmann          | FRG  |
| 12    | Werner Horst            | AUT  |
| 13    | Wiesław Okulski         | POL  |
| 14    | Josef Strillinger       | FRG  |
| 15    | Jochen Asche            | GDR  |
| 16    | Wolfgang Stichling      | GDR  |
| 17    | Gottfried Förster       | GDR  |
| 18    | Anton Płochocki         | POL  |
| 19    | Janusz Grzybozyk        | POL  |
| 20    | Mogens Christensen      | NOR  |
| 21    | Tadeusz Orlikowski      | POL  |
| 22    | Virgil Oberbacher       | ITA  |
| 23    | Werner Hettstedt        | GDR  |
| 24    | David Moroder           | ITA  |
| 25    | Georg Pichler           | ITA  |
| 26    | Oswald Mussner          | ITA  |
| 27    | Knud Jensen             | NOR  |
| 28    | Georges Fresallet       | FRA  |
| 29    | Björn Walden            | SWE  |
| 30    | Stane Horvat            | YUG  |
| 31    | Milan Ulcar             | YUG  |
| 32    | Dieter Scheimpflug      | ITA  |
| 33    | Beat Häsler             | CHE  |
| 34    | Hubert Ebner            | ITA  |
| 35    | Jan Thoresen            | NOR  |
| 36    | Miha Decman             | YUG  |
| 37    | Erhard Grundmann        | FRG  |
| 38    | Milan Casen             | YUG  |
| 39    | Einer Hellum            | NOR  |
| 40    | Heinz Scheimpflug       | ITA  |
| 41    | Stanko Hornik           | YUG  |
| 42    | Stefan Bohine           | YUG  |
| 43    | Roger Lauvergniat       | FRA  |
| 44    | Arno Berglund           | SWE  |
| 45    | Kurt Ohlsson            | SWE  |
| 46    | Johann Kortenoever      | NLD  |
| 47    | Nikolaus Rubanis        | GRC  |
| 48    | Gunnar Garpö            | SWE  |
| 49    | Luis Berlioz            | FRA  |

## Doppelsitzer (Geschlechtsoffen)
| Platz | Land | Sportler                          | Zeit |
| ----- | ---- | --------------------------------- | ---- |
| 1     | FRG  | Fritz Nachmann, Josef Strillinger |      |
| 2     | POL  | Jerzy Koszla, Janina Suszczewska  |      |
| 3     | POL  | Ryszard Pędrak, Halina Lacheta    |      |

Weitere Reihenfolge
| Platz | Sportler                         | Land |
| ----- | -------------------------------- | ---- |
| 4     | Stanisław Kafel, Józef Stawiński | POL  |
| 5     | Horst Tiedge, Helga Müller       | FRG  |
| 6     | David Moroder, Oswald Mussner    | ITA  |
| 7     | Stanko Hodnik, Stane Horvat      | YUG  |
| 8     | Josef Feistmantl, Werner Horst   | AUT  |
| 9     | Stefan Bohine, Milan Cesen       | YUG  |
| 10    | Josef Thaler, Luis Posch         | AUT  |
| 11    | Milan Ulcar, Anka Solar          | YUG  |

## Medaillenspiegel
| Platz | Land           | Gold | Silber | Bronze | Gesamt |
| ----- | -------------- | ---- | ------ | ------ | ------ |
| 1     | Polen          | 2    | 3      | 2      | 7      |
| 2     | BR Deutschland | 1    | 0      | 0      | 1      |
| 3     | Österreich     | 0    | 0      | 1      | 1      |